# Sirio Santucci
Sirio Santucci (Livorno, 7 novembre 1901 – Livorno, 17 marzo 1959) è stato un compositore italiano.

## Biografia

### Gli anni della formazione
Sirio Santucci nacque a Livorno il 7 novembre 1901. Frequentò le scuole industriali e a 12 anni iniziò lo studio della musica, verso la quale si sentiva istintivamente attratto. Per permettersi gli studi lavorò come elettricista. Siro coltivò lo studio della musica facendo pratica di strumenti a corda tra i quali il violino e il mandolino nonché della fisarmonica. In particolare per lo studio del mandolino fu allievo di Luigi Piattoli (Livorno, 1871–1958) presso il Circolo Mandolinistico Giuseppe Verdi. In questo periodo Sirio scrisse alcune composizioni, in parte disperse o rimaste inedite, tra le quali si trova la Serenata toscana, un valzer lento in re minore scritta per piccola orchestra a plettro.
Dopo aver svolto il servizio militare, nel 1918 Santucci dovette rinunciare a diventare musicista perché nuovamente le necessità familiari lo obbligarono a trovare un lavoro, impiegandosi nelle Ferrovie dello Stato in qualità di macchinista.
Nel 1924 Sirio si unì in matrimonio con Angiolina Arrighetti, che lavorava come sarta. Dal matrimonio nacquero i figli Ombretta (1925), Marisa (1930) e Sergio (1940).
Il 20 dicembre 1926 alla Stazione di Sarzana, durante un turno di sostituzione di un collega, mentre allestiva un locomotore elettrico per la partenza, rimase investito da una scarica di corrente elettrica ad alta tensione. Urgentemente trasportato all’Ospedale di Livorno riuscì a sopravvivere ma rimase mutilato del braccio destro e del piede sinistro. Informato di quanto era avvenuto, Costanzo Ciano, allora Ministro delle Comunicazioni e livornese di nascita, si recò all'ospedale, porgendo a Santucci parole di conforto e interessandosi personalmente dell’incidente.
Ormai inabile al lavoro, Sirio si vide assegnata dalle Ferrovie dello Stato una pensione con la quale però non riusciva a provvedere al mantenimento della famiglia. Fu nuovamente Ciano con un aiuto materiale a risollevare le sorti del malato. In seguito all’incidente avvenuto a Sarzana anche l’Istituto per l’Assistenza ai Grandi Invalidi del Lavoro lo aiutò con frequenti sussidi. In questo periodo riprese gli studi musicali interrotti nei primi anni della sua giovinezza e divenne allievo del Maestro Silio Taddei. Sirio dovette abituarsi all'uso della mano sinistra nella quotidianità e anche per scrivere la musica. Nel frattempo riuscì a ottenere un impiego presso la Società Acque della Salute, nota come Terme del Corallo di Livorno.
Fu in quel periodo che Sirio decise di contattare l'insegnante di composizione Antonio Mori di Firenze, il quale lo presentò a Vito Frazzi, direttore del Conservatorio “Luigi Cherubini” di Firenze e docente di composizione. Sirio si iscrisse dunque al Conservatorio fiorentino dove studiò composizione diplomandosi sotto la guida del Maestro Frazzi.

### Gli anni della maturità e l'operaEsmeralda
La personalità artistica di Sirio, ormai formata, si riflesse nella prima importante composizione, l’opera Esmeralda, al cui soggetto, tratto dal romanzo di Victor Hugo Notre-Dame de Paris, aveva pensato da molti anni prima. La stesura del libretto, da parte di Sirio stesso, e la composizione dell’opera ebbero inizio nel 1936 e terminarono nella primavera del 1939. Memore del bene ricevuto, Santucci decise di dedicare a Costanzo Ciano l’opera appena terminata, ma non ebbe occasione di presentargliela di persona perché questi morì improvvisamente il 26 giugno 1939.
Il 12 gennaio del 1938 durante il quinto concerto sinfonico dato al Teatro Goldoni con l'Orchestra Labronica diretta da Emilio Gragnani, il pubblico livornese aveva potuto apprezzare in anteprima due brani significativi dell’Opera: il Preludio del secondo atto e l’Interludio del quarto atto.
A scopo di propaganda nel 1942 al Teatro Comunale S. Marco di Livorno vennero eseguiti alcuni brani fra i più salienti di Esmeralda, dai quali emersero le caratteristiche generali dell'opera. Ma le difficoltà di rappresentare l'opera completa durante il periodo bellico furono notevoli in quanto i principali teatri livornesi dell'epoca (Teatro delle Commedie, Teatro degli Avvalorati, Teatro San Marco, Teatro Rossini, Teatro Goldoni) furono distrutti o subirono gravi danneggiamenti durante i bombardamenti che la città subì.
In questo scenario, grazie all'aiuto dell'onorevole Ilio Barontini e dell'Associazione Nazionale Mutilati del Lavoro, Esmeralda venne rappresentata il 28 novembre 1946 al Teatro Goldoni di Livorno. L'opera ebbe la direzione di Emidio Tieri, con la regia di Ugo Bassi e un cast di alto livello: Mario Del Monaco, Liliana Cecchi, Aurora Buades, Giovanni Inghilleri e Carlo Badioli. Il direttore d'orchestra Emidio Tieri selezionò, tramite un'audizione, i musicisti che formarono l'orchestra.
L'opera riscosse un grande successo di pubblico e di critica. Sirio aveva dapprima pensato di affidare la parte di Febo al celebre tenore concittadino Galliano Masini il quale, in un primo momento, aveva accettato di interpretare il ruolo del protagonista maschile, ma in seguito dovette rinunciare a causa dei suoi inderogabili impegni. Allora Sirio si rivolse al giovane tenore Mario Del Monaco che era agli inizi della sua carriera ma si era già fatto notare per le sue notevoli doti vocali. Del Monaco rimase legato a Sirio da una profonda amicizia.

### Gli anni cinquanta
Oltre alla sua “creatura”, come lui stesso definiva Esmeralda, Sirio fu compositore di numerose altre composizioni andate perdute durante i bombardamenti della Guerra. Fu autore di musiche per spettacoli di varietà che andarono in scena nei teatri livornesi, seguendo i gusti del pubblico dell'epoca.
Sirio si dedicò inoltre all'insegnamento e fu molto stimato come eccellente insegnante di Solfeggio e Armonia, alla cui scuola si formarono musicisti e futuri docenti di Conservatorio. Molto attivo nella vita musicale cittadina fu conosciuto ed apprezzato dai colleghi musicisti livornesi dell'epoca quali Luigi Piattoli, Salvatore Orlando, Rodolfo Del Corona, Cesare Chiti ed Emilio Gragnani. Fu tra i primi musicisti che fin dal 1945 si riunirono per elaborare il progetto di fondare la "Scuola Musicale Pietro Mascagni", prima scuola di musica pubblica nella storia della città di Livorno che avrebbe dovuto fornire elementi nuovi all'Orchestra Labronica. La Scuola nacque nel febbraio 1953.
Sirio fu legato da amicizia a Emilio Gragnani con il quale condivise le battaglie per difendere la memoria del concittadino Pietro Mascagni. Santucci, infatti, si prodigò affinché le opere del noto concittadino venissero valorizzate e rappresentate nei vari teatri italiani ed in particolare al Teatro Comunale di Firenze. Intraprese anche una schermaglia letteraria con il tenore Giacomo Lauri Volpi, il quale sosteneva che cantare le opere di Mascagni avrebbe provocato la lacerazione della laringe.
Frequentatore di salotti musicali cittadini, fu durante uno di questi incontri che conobbe la pianista Neva Guidotti con la quale intraprese una relazione durata per alcuni anni. In questo periodo Sirio si allontonò dalla sua famiglia, per andare a convivere con la Guidotti con la quale condivideva la stessa passione per la musica. La relazione terminò negli anni cinquanta e Sirio si riavvicinò alla famiglia, cercando di ricomporre l'armonia familiare.
Negli anni Sirio volle apportare delle modifiche a Esmeralda, anche dietro consiglio di Mario Del Monaco. Il progetto di rifacimento dell'opera prevedeva una riduzione da quattro a tre atti e un maggiore numero di arie dedicate al ruolo di Febo, in previsione di riproporla al pubblico nel settembre 1959.
Nel frattempo Sirio si apprestava a comporre un’altra opera lirica dal titolo Heathcliff tratta da Cime tempestose di Emily Brontë, quando morì improvvisamente d'infarto il 17 marzo 1959, lasciando solo alcuni appunti per il libretto rimasto incompleto.
Sirio Santucci riposa nel cimitero comunale di Livorno “La Cigna”.

## Opere

### Opere liriche
- “Esmeralda” opera lirica in quattro atti: musica e libretto di Sirio Santucci tratto da “Notre Dame de Paris” di Victor Hugo.
- “Heathcliff” dramma lirico tratto da “Cime tempestose” di Emily Bronte: solo libretto incompleto

### Componimenti vocali
- “Angelo cieco” Valzer lento in Mi maggiore
- “Marisa” tempo di Tango in do# minore
- “Straccetto” Valzer lento in Fa maggiore
- “Serenata Castigliana” Valzer lento in re minore
- “Prima che fugga” tempo di Fox-Trot moderato in Do maggiore
- “Malika” tempo di Tango in re minore
- “La canzone delle sartine” (solo testo, musica perduta)
- “Natale in Siberia” Valzer lento in re minore (testo perduto, parte del pianoforte incompleta)
- “Dimmi perché” in Sib maggiore (testo perduto, presente la parte del pianoforte)
- “Simba” in Mib maggiore (testo perduto, parte del pianoforte incompleta)

### Componimenti per pianoforte
- “A ' Serenata” Allegretto agitato in re minore, per pianoforte
- “Milady” tempo di Fox-Trot in Sol maggiore, per pianoforte
- “Fascino” Tango in la minore, per pianoforte
- “Frecce nere” tempo di Fox-Trot in Re maggiore, per pianoforte
- “Habanera” in sol minore, per pianoforte
- “Sciando” Valzer in Re maggiore, per pianoforte
- Composizione senza titolo in sib minore per pianoforte, datata “Livorno 1 maggio 1942”

### Varie
- “Serenata toscana” Valzer lento in re minore, per piccola orchestra a plettro
- “Prima che fugga” Fox-trot moderato in Do maggiore. Partitura: Violino I e II, Violoncello, Contrabbasso, Flauto, Clarinetto in Sib, Trombone
- “Straccetto” Valzer lento in Fa maggiore. Partitura: Violino I e II, Violoncello, Contrabbasso, Flauto, Clarinetto in Sib, Tromba in Sib, Trombone, Percussioni
- “Marisa” tempo di Tango. Partitura: Violino I e II, Violoncello, Contrabbasso, Flauto, Clarinetto in Sib, Tromba in Sib, Trombone, Percussioni
- “Milady” tempo di Fox-Trot in Sol maggiore. Partitura incompleta: Violino I
- “Angelo cieco” Valzer lento. Partitura incompleta: Violino I
- “Bingle call rag (fox-trot)”.Partitura incompleta: Tromba in Sib
- “Jazz in fiamme” (fox fast caratteristico) Allegro in Re maggiore. Partitura incompleta Tromba in Sib
- “Valzer dei fiori” in Re maggiore. Partitura incompleta: Violino I
- “I doveri di Rosetta” in Sol maggiore Partitura incompleta: Violino I
- “Isacco” tempo di Fox-Trot in Fa maggiore. Partitura incompleta
- “Ah! La moda!” Allegretto in Fa maggiore. Partitura incompleta: Contrabbasso
- “Direttissimo”. Partitura incompleta: Sax tenore

### Trascrizioni
- Dall'opera "Esmeralda" Preludio Atto II: partitura per banda
- “Rapsodia ungherese n. 2” di Franz Liszt: partitura incompleta

## Opere bibliografiche
- Sirio Santucci, Esmeralda, libretto dell'opera, tipografia Benvenuti e Cavaciocchi, Livorno
- Sirio Santucci, Lettera a Giorgio la Pira (6 marzo 1952)
- Sirio Santucci, Controcritica su Pietro Mascagni (1953)
- Sirio Santucci, Lettera indirizzata ad una non specificata "Gazzetta", in risposta a Lauri Volpi (1953)